# Wijkia cuynetii
Wijkia cuynetii är en bladmossart som beskrevs av Schultze-motel 1975. Wijkia cuynetii ingår i släktet Wijkia och familjen Sematophyllaceae. Inga underarter finns listade i Catalogue of Life.